# Колоніальний знак

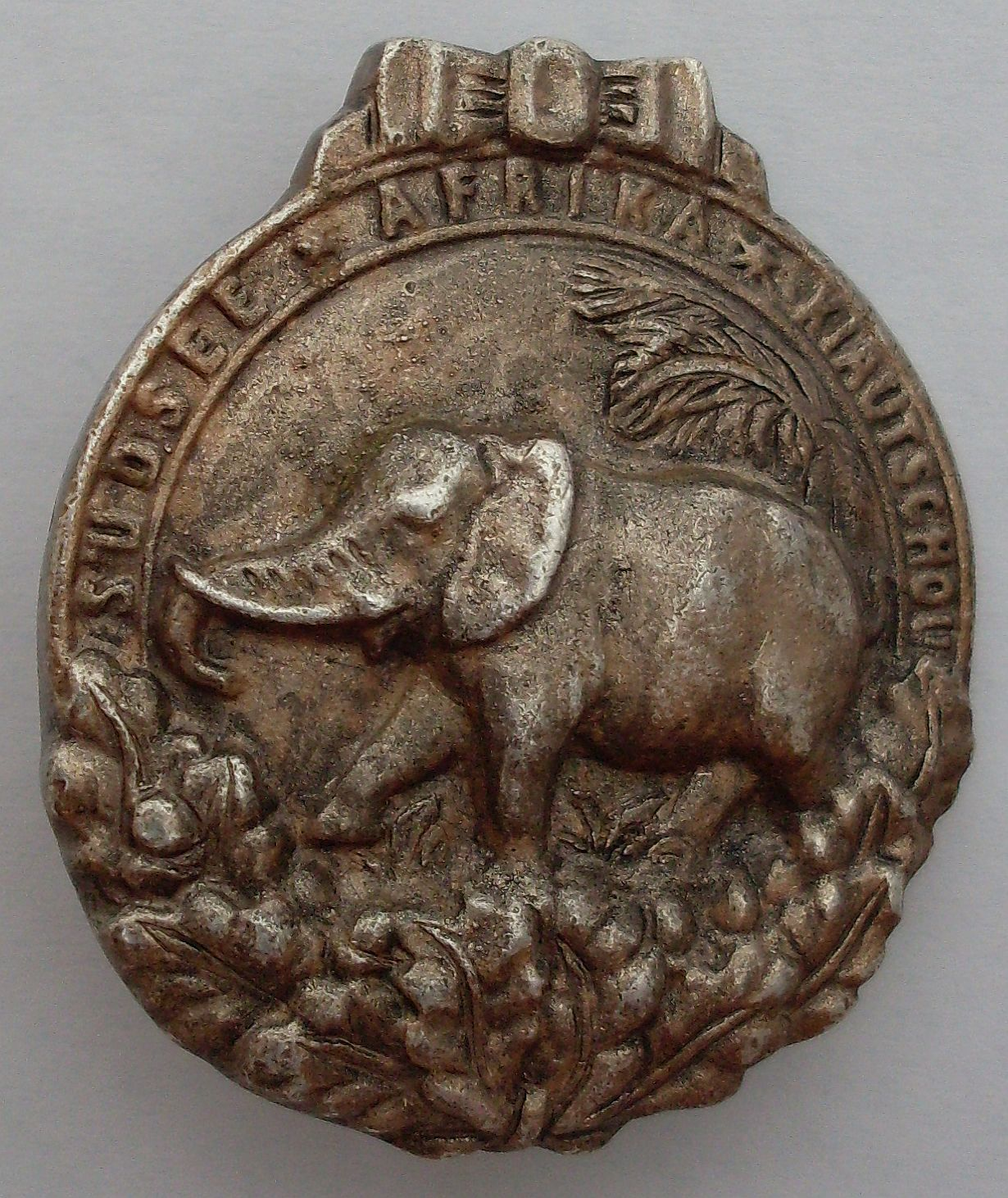
Колоніальний знак.

Колоніальний знак (нім. Kolonialabzeichen) — відзнака Веймарської республіки для нагородження колоніальних німців та іноземців, які відзначились в обороні німецьких колоній.
Знак також відомий під прізвиськом Орден Слона (нім. Elefantenorden).

## Історія
Знак був розроблений скульптором Карлом Мебіусом і представлений Імперському міністерству відновлення 18 квітня 1922 року. Після розпуску міністерства в 1924 році знак вручався Імперським міністерством закордонних справ до 31 грудня 1935 року, а з 1936 по 1945 рік — рейхсканцлером, але лише у особливих випадках.
Оскільки згідно Конституції Веймарської республіки створення орденів і медалей було заборонене, знак мав статус пам'ятної відзнаки. З 1922 по 1945 рік було вручено близько 8500 нагород.

## Опис
Круглий срібний знак діаметром 32 мм і максимальною висотою 40 мм. В центрі знака зображений африканського слона, який біжить серед трави. Позаду слона зображена пальма. Нижня частина знаку обрамлена вінком з дубового листя, а верхня — написом SÜDSEE * AFRIKA * KIAUTSCHOU (укр. ПІВДЕННІ МОРЯ * АФРИКА * ЦЗЯО-ЧЖОУ). Над написом знаходиться невеликий бант. Знак кріпився до одягу за допомогою вертикальної шпильки.
Знак носили на лівому боці грудей поруч із Залізним хрестом 1-го класу.

## Відомі нагороджені
- Ганс Баушус
- Карл Генцкен
- Конрад Патціг
- Адальберт Цукшвердт